# Maria Elena Berini
Pour les articles homonymes, voir Berini.
Maria Elena Berini, née  le 9 décembre 1944 à Sondrio en Italie, est une religieuse italienne qui fait partie de la congrégation des sœurs de la charité de Sainte-Jeanne-Antide-Thouret. En 2018, elle reçoit le prix international de la femme de courage.

## Biographie
Âgée de 15 ans, elle quitte l'école pour aider son père dans une usine de textile. À 19 ans, elle entre au noviciat des Sœurs de la Charité de Sainte Jeanne Anthide Thouret et poursuit ses études religieuses de 1963 à 1969. Elle devient enseignante et souhaite exercer sa mission en Afrique. En 1972, elle se rend au Tchad où elle exerce jusqu'en 2007. Puis elle est envoyée en République centrafricaine, à la mission catholique de Bocaranga où elle s'occupe de réfugiés victimes des guerres civiles. En 2014, elle s'interpose entre des miliciens armés, qui se sont introduits dans sa mission et les réfugiés, leur déclarant : « Je suis là. Tuez moi. Je n'ai pas peur. »,.
Sur proposition de l'ambassade des États-Unis près le Saint-Siège, elle reçoit, le 23 mars 2018, le prix international de la femme de courage, remis par Melania Trump, première dame des États-Unis,.

## Sources
- (en) Cet article est partiellement ou en totalité issu de l’article de Wikipédia en anglais intitulé « Maria Elena Berini » (voir la liste des auteurs).